# Dvorec
Dvorec (hongrois : Bánudvard) est un village de Slovaquie situé dans la région de Trenčín.

## Histoire
Première mention écrite du village en 1407.

## Démographie

### Évolution de la population
| Année:               | 1994. | 2004.    | 2014.   | 2024.    |
| -------------------- | ----- | -------- | ------- | -------- |
| Nombre de personnes: | 380   | 426      | 428     | 513      |
| Différence:          |       | +12,10 % | +0,46 % | +19,85 % |

| Année:               | 2023. | 2024.   |
| -------------------- | ----- | ------- |
| Nombre de personnes: | 488   | 513     |
| Différence:          |       | +5,12 % |